# Château Pertusier
Le château Pertusier est un château de style Renaissance du XVIe siècle situé à Morteau, dans le Haut-Doubs, en Franche-Comté. Classé monument historique, il abrite le musée de l'horlogerie de Morteau depuis 1985.

## Historique
En 1576, le château Pertusier est construit par Guillaume Cuche (une des plus anciennes familles du Val de Morteau, originaire de la Suisse) 17 rue de la Glapiney à Morteau. C'est un rare exemple civil d'architecture Renaissance dans le Haut-Doubs ; le bâtiment est construit en calcaire jaune de la Sablière de Montlebon, proche de la pierre jaune de Neuchâtel.

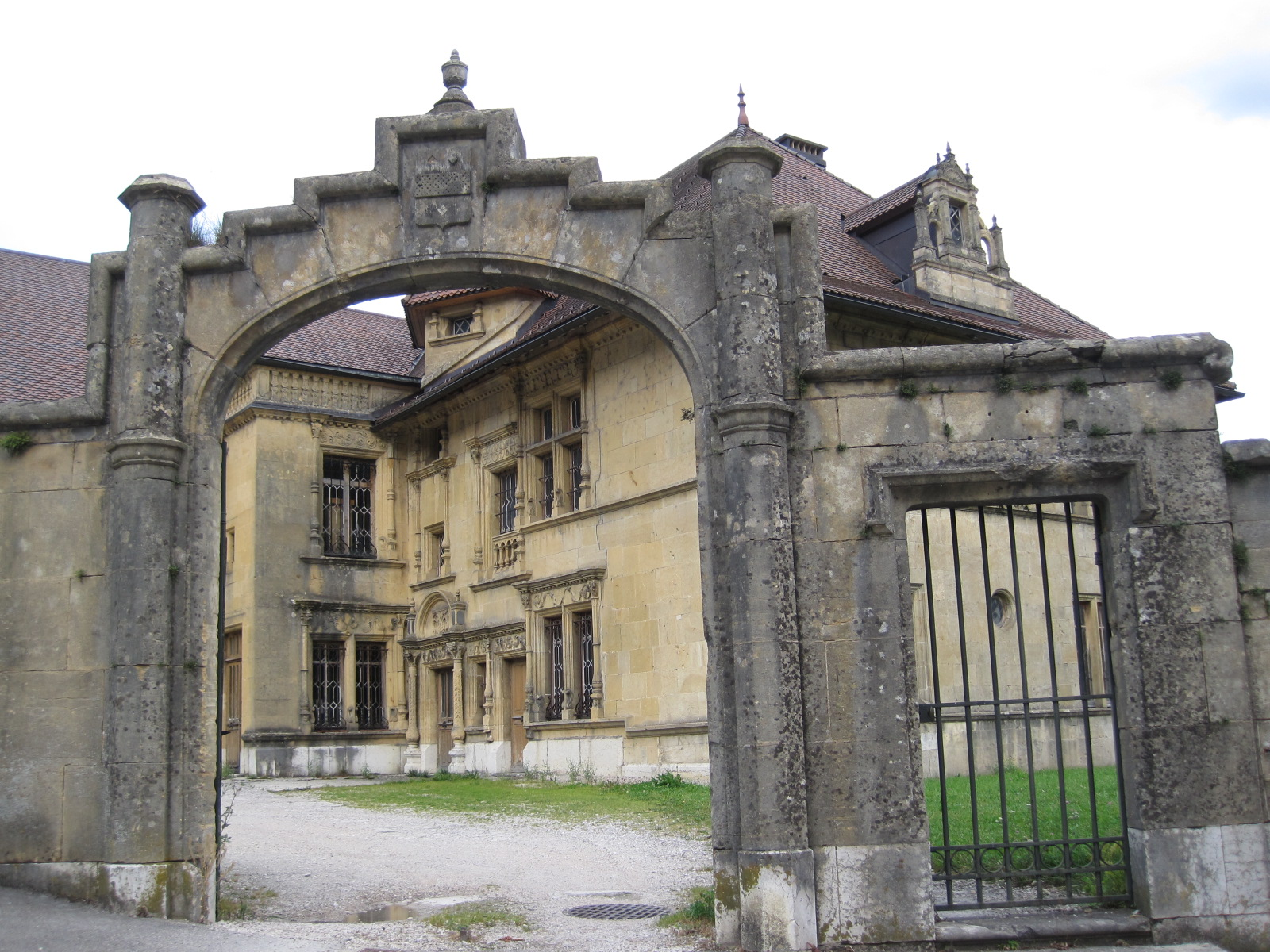
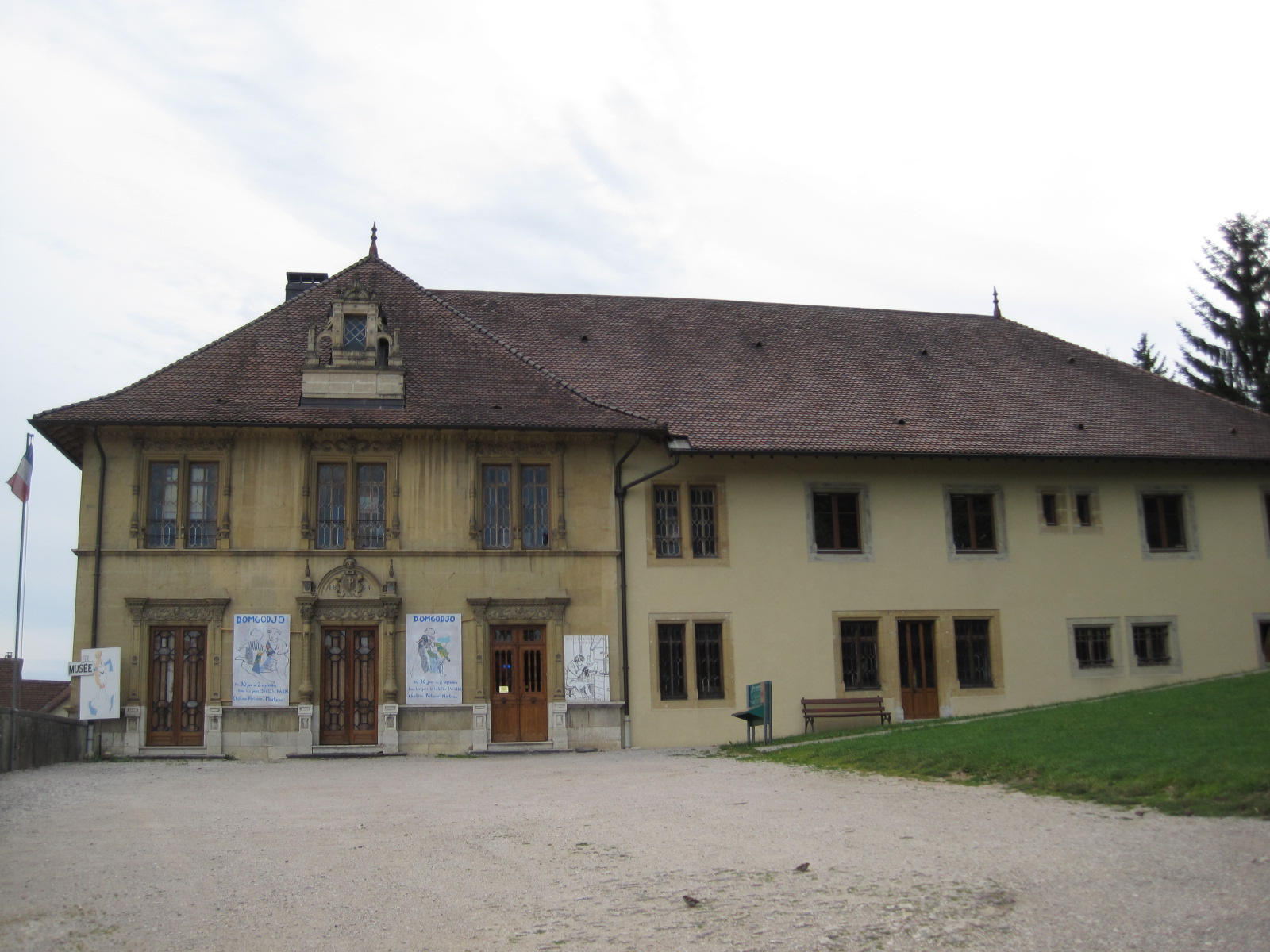

En 1647, la famille Cuche cède le château à Jean Bôle (originaire de Suisse), qui le transmet à ses descendants.
En 1797, lors de la Révolution française, le château devient bien national et est vendu à l'avocat de Besançon Jean-Charles Pertusier (1754-1822).
En 1935, René Pertuisier (descendant du précédent) vend château et parc à la municipalité qui y abrite une gendarmerie entre 1938 à 1985.
Depuis 1985, le château abrite le musée de l'horlogerie de Morteau et est classé au titre des monuments historiques depuis le 5 juillet 1993.

### articles connexes
- Musée de l'horlogerie de Morteau
- Liste des châteaux du Doubs
- Liste des monuments historiques du Doubs
- Haut-Doubs - Tourisme dans le Doubs - Histoire de la Franche-Comté